# Gärdsjön, Dalarna
Gärdsjön är en sjö i Rättviks kommun i Dalarna och ingår i Dalälvens huvudavrinningsområde. Sjön är 25 meter djup, har en yta på 0,993 kvadratkilometer och är belägen 190,3 meter över havet. Sjön avvattnas av vattendraget Årängsån.

## Delavrinningsområde
Gärdsjön ingår i det delavrinningsområde (675679-146858) som SMHI kallar för Utloppet av Gärdsjön. Medelhöjden är 215 meter över havet och ytan är 8,63 kvadratkilometer. Räknas de 6 avrinningsområdena uppströms in blir den ackumulerade arean 62,02 kvadratkilometer. Årängsån som avvattnar avrinningsområdet har biflödesordning 4, vilket innebär att vattnet flödar genom totalt 4 vattendrag innan det når havet efter 307 kilometer. Avrinningsområdet består mestadels av skog (33 procent), öppen mark (26 procent) och jordbruk (21 procent). Avrinningsområdet har 0,98 kvadratkilometer vattenytor vilket ger det en sjöprocent på 11,4 procent. Bebyggelsen i området täcker en yta av 0,51 kvadratkilometer eller 6 procent av avrinningsområdet.